# 弗里森哈根
弗里森哈根是德国莱茵兰-普法尔茨州的一个市镇。总面积51.36平方公里，总人口1589人，其中男性816人，女性773人（2011年12月31日），人口密度31人/平方公里。